# القانون الدولي لأخلاقيات الطب
تم اعتماد القانون الدولي للآداب الطبية من قبل الجمعية العامة للجمعية الطبية العالمية في لندن في عامِ 1949م ، وتم تعديلها في عام 1968م ، 1983م ، و 2006م. وهو قانون يستند إلى إعلان جنيف والهدف الرئيسي هو إرساء المبادئ الأخلاقية للأطباء في جميع أنحاء العالم على أساس واجباتهم بشكل عام،و تجاه مرضاهم وزملائهم.

## التاريخ
بعد موافقة إعلان جنيف قامت الجمعية العامة الثانية للجمعية الطبية العالمية بتحليل تقرير عن "جرائم الحرب والطب". أدى ذلك لتعيين مجلس الجمعية الطبية العالمية للجنة دراسية أخرى لإعداد قانون دولي للاخلاقيات الطبية ،و الذي تم اعتمادهُ في عامِ 1949م من قبلِ الجمعية العامة الثالثة بعد مناقشة واسعة. 

## جدول زمني (اجتماعات الجمعية الطبية العالمية)
- 1949: تم اعتمادها. الجمعية العامة الثالثة، لندن
- 1968: التعديل الأول. الجمعية العامة الثانية والعشرين، سيدني
- 1983: التعديل الثاني. الجمعية العامة الثلاثين والثلاثين، البندقية
- 2006: التعديل الثالث. الجمعية العامة الـ 57، بيلانسبرغ